# Il'ja Žitomirskij
Il'ja Alekseevič Žitomirskij (in russo Илья Алексеевич Житомирский?; traslitterazione anglosassone Ilya Zhitomirskiy; Mosca, 12 ottobre 1989 – San Francisco, 12 novembre 2011) è stato un programmatore e imprenditore russo naturalizzato statunitense, cofondatore della rete sociale Diaspora e sviluppatore del relativo software.

## Biografia
Il'ja Žitomirskij nacque il 12 ottobre 1989 a Mosca (all'epoca Unione Sovietica) da Aleksej ed Inna Žitomirskij. Sia il padre che il nonno paterno erano matematici. Nel 2000 la sua famiglia si trasferì negli Stati Uniti. Frequentò la scuola superiore ad Acton (Massachusetts) e successivamente a Filadelfia (Pennsylvania). In seguito studiò matematica, economia ed informatica presso Tulane University, Università del Maryland, e Università di New York.
In quest'ultima conobbe Daniel Grippi, Max Salzberg e Raphael Sofaer con cui nel 2010 diede vita a DIASPORA*, una rete sociale distribuita basata su software libero. I fondatori decisero di intraprendere il progetto ispirati da un discorso tenuto il febbraio dello stesso anno dal professore ed attivista per il software libero Eben Moglen sulle minacce per la privacy poste dai servizi commerciali su Internet. Secondo Eben Moglen, Il'ja Žitomirskij era il più idealista del gruppo e dotato di grande talento: «dovendo scegliere tra la laurea specialistica e Diaspora, optò per quest'ultima perché voleva dedicare il suo tempo a qualcosa che producesse libertà».
Il'ja Žitomirskij fu trovato morto nella sua casa di San Francisco la sera del 12 novembre 2011, all'età di 22 anni. L'autopsia giunse a confermare che si trattasse di suicidio nell'aprile del 2012. La stampa si interrogò se il gesto fosse da attribuire alla pressione per il lavoro su Diaspora, ma il cofondatore Maxwell Salzberg disse di escludere questa tesi imputando piuttosto il suicidio ad altri disturbi di cui Žitomirskij soffriva. La madre, Inna Žitomirskij, non commentò le affermazioni circa la salute mentale del figlio ma si dichiarò convinta che se egli avesse proseguito gli studi anziché impegnarsi in Diaspora, la tragedia non sarebbe avvenuta.
Il settimanale The Village Voice riportò che Žitomirskij era spesso descritto come il più idealista ed attento alla privacy del gruppo, e che la sua morte è stato un duro colpo per Diaspora.